# 蒋宇霞
蒋宇霞（1967年—），江苏南京人，汉族，中华人民共和国政治人物、第十二届全国人民代表大会江苏地区代表。
2013年，被选为全国人大代表。2018年2月24日，当选为第十三届全国人大代表。